# Petrus Blomberg
Petrus Blomberg, född 9 augusti 1841 i Spelvik, Södermanland, död 16 januari 1907 i Falun, var en svensk sångare, organist och tonsättare. Blomberg var klockare i Stora Kopparbergs församling. Han var en uppburen sångare och medlem i Luttemanska kvartetten. Han skrev tillsammans med Julius Bagge ett av de första svenska studentspexen, Mohrens sista suck som hade premiär 1865.